# كرايغ جونز (مجدف)
كرايغ جونز (بالإنجليزية: Craig Jones)‏ هو مجدف أسترالي، ولد في 9 أبريل 1972 في كوينبيان في أستراليا.

## وصلات خارجية
- كرايغ جونز على موقع الاتحاد الدولي للتجديف (الإنجليزية)
- كرايغ جونز على موقع اللجنة الأولمبية الدولية (الإنجليزية)
- كرايغ جونز على موقع أوليمبيديا (الإنجليزية)
- كرايغ جونز على موقع اللجنة الأولمبية الأسترالية (الإنجليزية)